# Cephonodes bucklandii
Cephonodes bucklandii är en fjärilsart som beskrevs av Butler 1884. Cephonodes bucklandii ingår i släktet Cephonodes och familjen svärmare. Inga underarter finns listade i Catalogue of Life.

## Bildgalleri

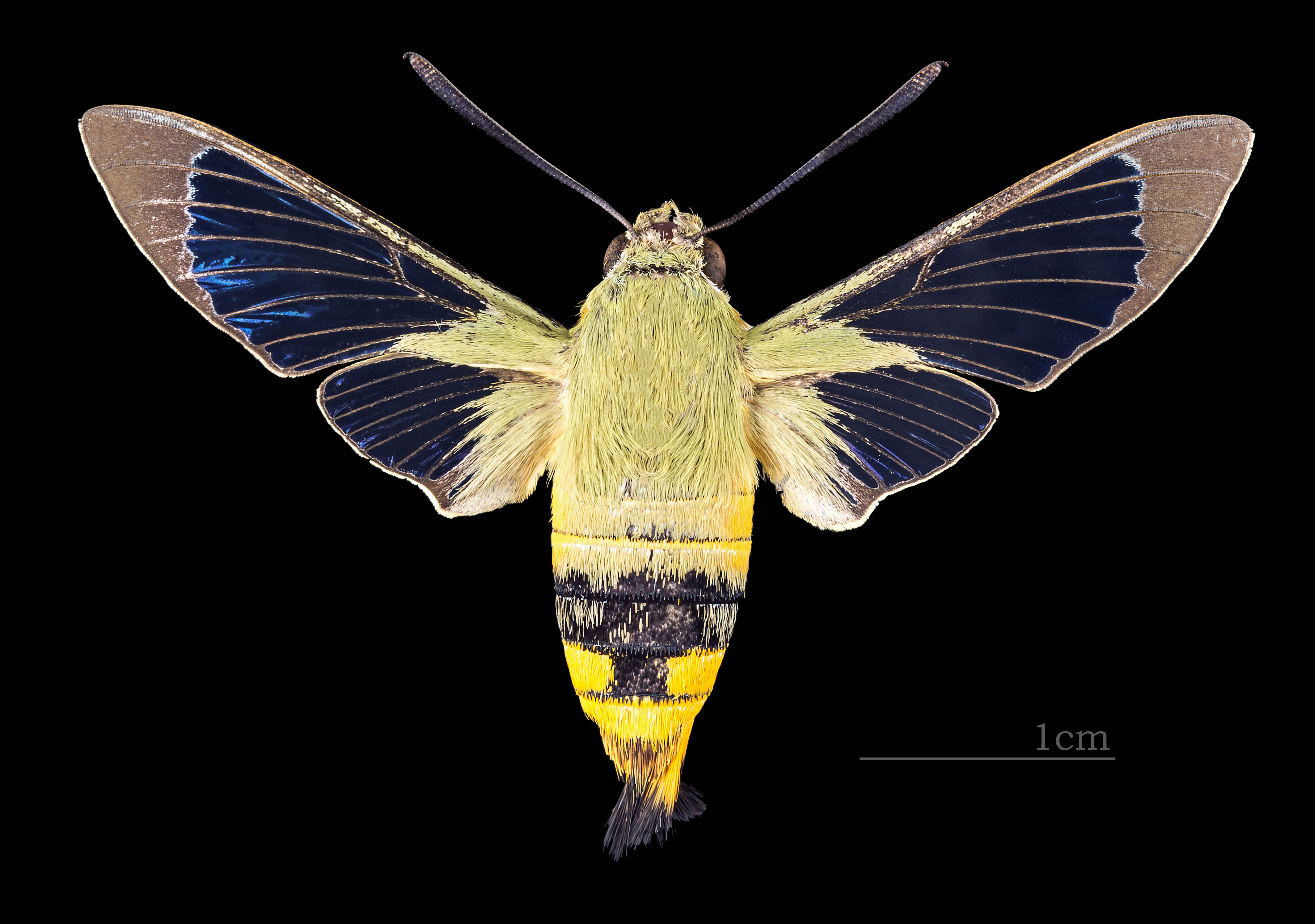
♀
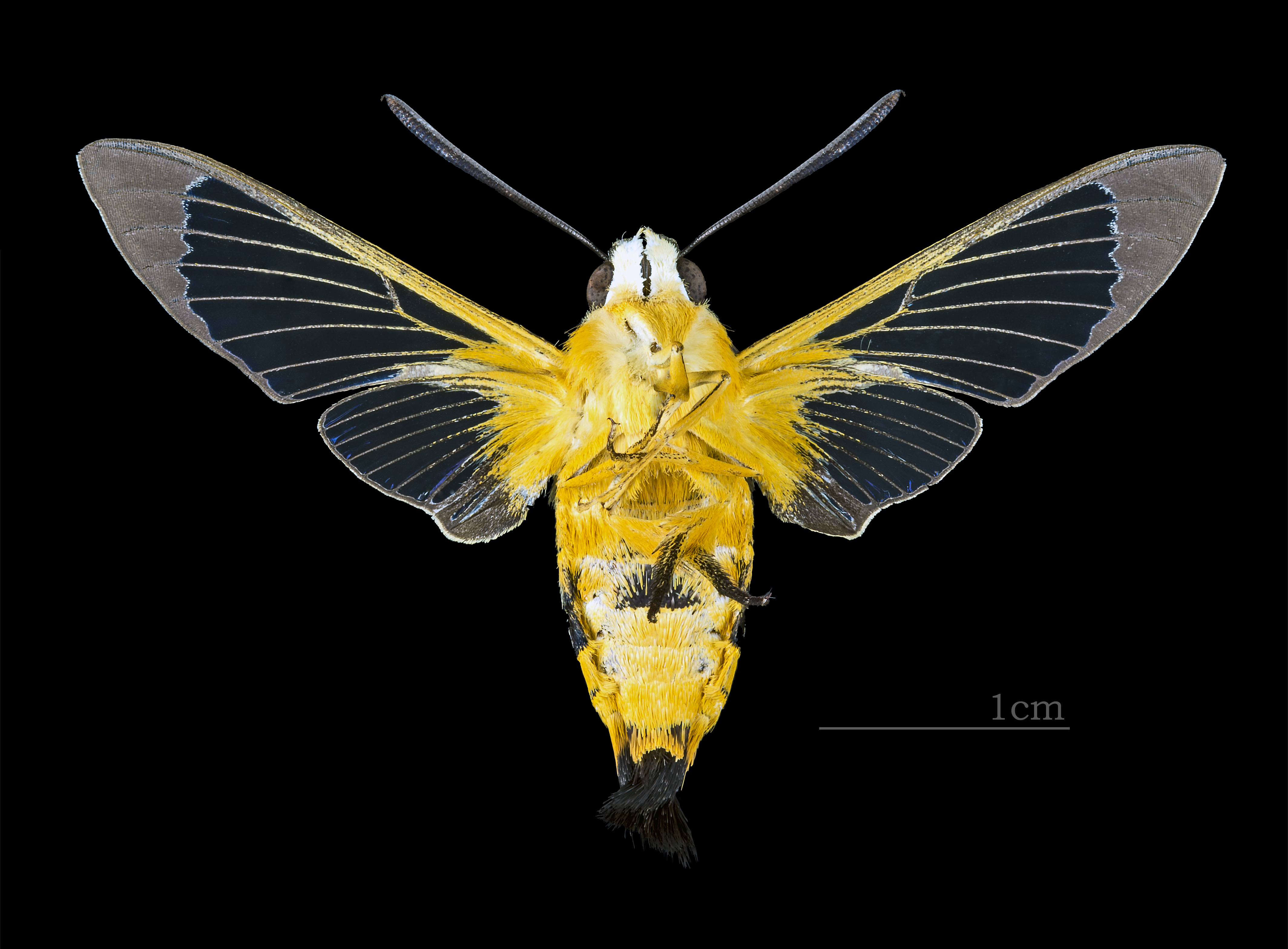
♀ △